# Pentax K20D
Pentax K20D – półprofesjonalna lustrzanka cyfrowa formatu APS-C, produkowana przez japońską firmę Pentax będąca następczynią modelu K10D. Premiera K20D miała miejsce w 24 stycznia 2008.
Aparat w pełni obsługuje obiektywy z systemem mocowania typu bagnet K (zarówno manualne, jak i z automatyką ostrości). Bardzo zbliżony pod względem konstrukcyjnym jest aparat marki Samsung, model GX-20 będący wynikiem ścisłej współpracy obu producentów. Różnice polegają na zamianie kształtów przycisków oraz wersji firmware obu modeli aparatów. Wszystkie akcesoria oraz obiektywy są technologicznie zamienne.

## Nowości w stosunku do modelu K10D
- matryca CMOS 14,6 Mpix,
- tryb podglądu na żywo,
- maksymalna czułość ISO 6400,
- nowy tryb zapisu plików JPG „★★★★” (wyższa jakość, niższa kompresja)
- funkcja Expanded Dynamic Range, poszerzająca zakres tonalny zdjęć
- 2,7 calowy wyświetlacz,
- nowe profile użytkownika,
- tryb szybkich zdjęć 21 klatek na sekundę (1,6 Mpix),
- tryb zdjęć z odstępem czasu (np. do fotografowania rosnących roślin),
- korekcja ostrości dla 20 obiektywów.